# Mizoën
Mizoën ist eine französische Gemeinde im Département Isère in der Region Auvergne-Rhône-Alpes (vor 2016 Rhône-Alpes). Die Gemeinde, die zum Arrondissement Grenoble und zum Kanton Oisans-Romanche gehört, hat 192 (Stand: 1. Januar 2022) Einwohner, die Mizoënnais genannt werden.

## Geographie
Mizoën liegt etwa 36 Kilometer ostsüdöstlich von Grenoble am Romanche, der hier zum Lac du Chambon aufgestaut wird. Umgeben wird Mizoën von den Nachbargemeinden Besse im Norden, La Grave im Osten, Les Deux-Alpes im Süden, Le Freney-d’Oisans im Westen sowie Clavans-en-Haut-Oisans im Westen und Nordwesten.

## Bevölkerungsentwicklung
| Jahr                       | 1962 | 1968 | 1975 | 1982 | 1990 | 1999 | 2006 | 2018 |
| -------------------------- | ---- | ---- | ---- | ---- | ---- | ---- | ---- | ---- |
| Einwohner                  | 125  | 112  | 90   | 94   | 122  | 163  | 173  | 191  |
| Quellen: Cassini und INSEE |      |      |      |      |      |      |      |      |

## Sehenswürdigkeiten
- Kirche Saint-Jacques und Saint-Christophe

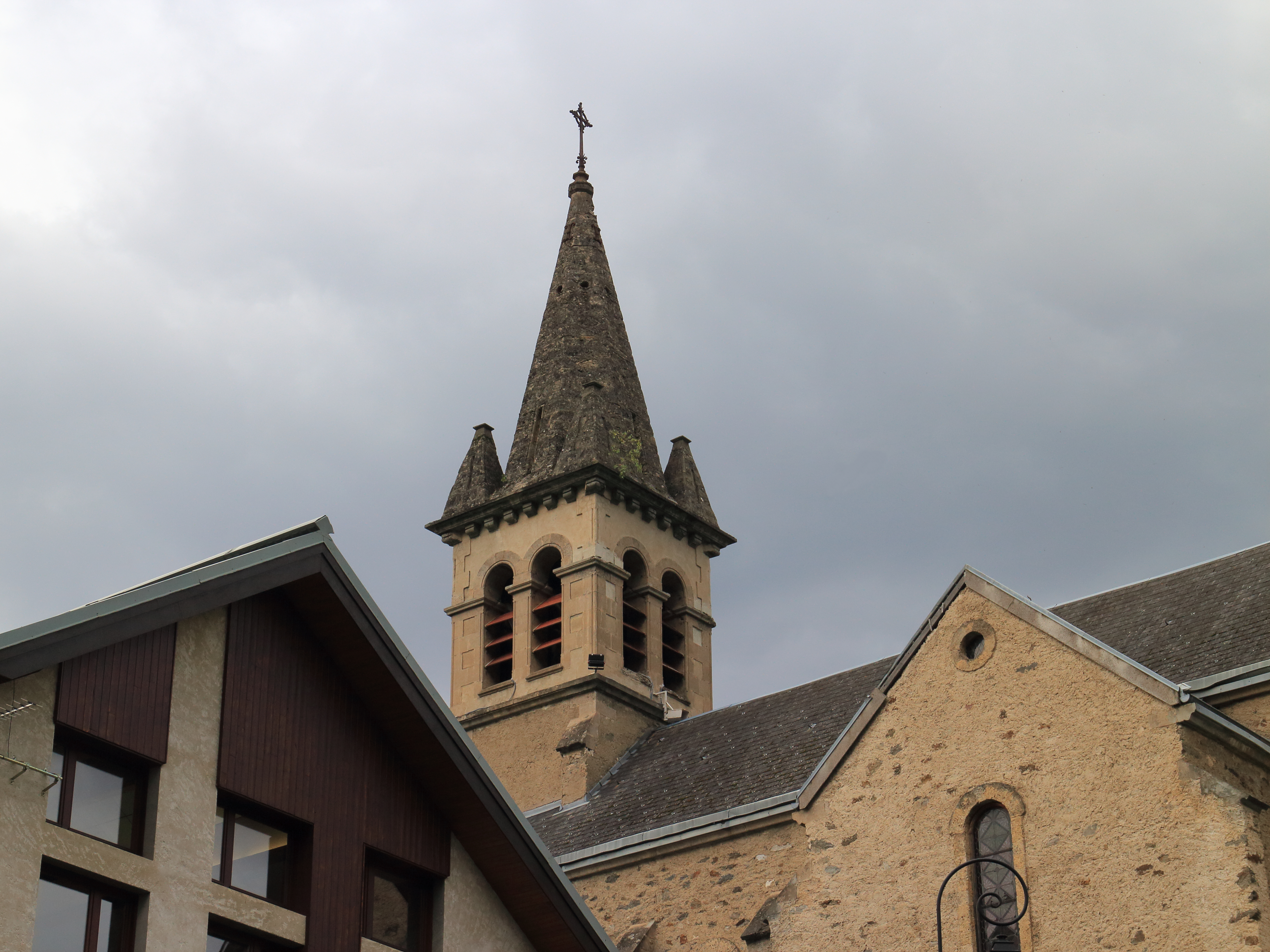
Kirche Saint-Jacques und Saint-Christophe

- Stauwehr Le Chambon